# Hugo Waser
Hugo Waser (* 9. August 1936 in Stansstad) ist ein ehemaliger Schweizer Ruderer und Politiker (Liberale Partei). 1968 gewann er bei den Olympischen Spielen die Bronzemedaille im Vierer mit Steuermann.

## Karriere
Der 1,90 Meter grosse Hugo Waser startete für den Seeclub Stansstad. 1959 gewann er im Einer seinen ersten Schweizer Meistertitel. Ebenfalls im Einer startete er bei den Olympischen Spielen 1960 in Rom. Er schied im ersten Hoffnungslauf aus, aus dem nur der spätere Olympiazweite Achim Hill aus der DDR den Final erreichte.
Von 1960 bis 1963 gewann Hugo Waser mit seinem Bruder Adolf Waser und dem Steuermann Robert Waser viermal in Folge den Schweizer Meistertitel im Zweier mit Steuermann. Bei den Ruder-Europameisterschaften 1961 belegten Hugo und Adolf Waser den vierten Platz im Zweier ohne Steuermann. Ein Jahr später gewannen die beiden bei den Ruder-Weltmeisterschaften 1962 die Bronzemedaille hinter dem deutschen und dem sowjetischen Boot. Bei den Ruder-Europameisterschaften 1963 traten die drei Wasers im Zweier mit Steuermann an und belegten den achten Platz.
Von 1964 bis 1966 gewannen Hugo Waser, Adolf Waser und Steuermann André Roman dreimal in Folge den Schweizer Meistertitel im Zweier mit Steuermann. Diese drei belegten bei den Ruder-Europameisterschaften 1964 den achten Platz. Bei den Olympischen Spielen 1964 wurden die Wasers mit Werner Ehrensberger am Steuer Elfte.
1967 wechselte Hugo Waser zu drei Ruderern von Blauweiss Basel in den Vierer ohne Steuermann. Bei den Ruder-Europameisterschaften 1967 erreichten Hugo Waser, Peter Bolliger, Jakob Grob und Walter Weiersmüller den vierten Platz. Bei den Olympischen Spielen 1968 traten Waser, Bolliger und Grob mit Denis Oswald und dem Zürcher Steuermann Gottlieb Fröhlich im Vierer mit Steuermann an und gewannen die Bronzemedaille hinter den Booten aus Neuseeland und aus der DDR. 1969 traten bei den Europameisterschaften in Klagenfurt die Stansstader Hugo und Adolf Waser sowie Steuermann Martin Bächler mit Peter Bolliger aus Basel und dem Zürcher Franz Rentsch an und erkämpften die Bronzemedaille hinter den beiden deutschen Booten aus West und Ost.

## Schweizer Meistertitel
- Einer: 1959, 1960
- Zweier ohne Steuermann: 1962
- Zweier mit Steuermann: 1960, 1961, 1962, 1963, 1964, 1965, 1966
- Vierer mit Steuermann: 1969
- Achter: 1969

## Politik
Hugo Waser war von 1982 bis 1998 Regierungsrat des Kantons Nidwalden. Er gehörte der Liberalen Partei an, die sich 2001 in FDP umbenannte.